# Empidonomus varius
El tuquito rayado (en Argentina y Uruguay) (Empidonomus varius), también denominado tuquito chorreado (en Paraguay y Argentina), atrapamoscas veteado (en Colombia y Venezuela), suirirí rayado (en Uruguay) o mosquero variegado (en Perú), es una especie de ave paseriforme de la familia Tyrannidae. Al trasladarse al tuquito gris (Griseotyrannus aurantioatrocristatus) a su propio género quedó como única especie del género Empidonomus. Es nativo de América del Sur.

## Distribución y hábitat
Esta especie anida desde Trinidad y Tobago, Venezuela, Guyana, Surinam, Guayana francesa, la mayor parte de Brasil (excepto el oeste amazónico), Bolivia, Paraguay, hasta Uruguay y el centro este de Argentina. Las poblaciones al sur de Bolivia y sur de Brasil (la subespecie nominal) migran hacia el norte en los inviernos australes, llegando hasta Venezuela, las Guayanas, sur y este de Colombia, este de Ecuador, este de Perú y regiones intermediarias. Como otros migrantes australes, el tuquito rayado es propenso a la vagancia, habiendo sido registrado tan lejos como Estados Unidos y Canadá.
Ampliamente diseminada, esta especie es considerada bastante común en sus hábitats naturales: las márgenes y claros de las selvas húmedas y crecimientos secundarios, los bosques abiertos y las sabanas arboladas. Es un migrante austral en la Amazonia occidental, donde prefiere crecimientos riparios y claros arbustivas. Principalmente abajo de los 1900 m de altitud.

## Descripción
El tuquito rayado mide unos 17 cm de longitud. Su cabeza es parda con listas superciliares y bigoteras blancas y una banda negra que le cruza los ojos. Las partes superiores de su cuerpo son de color pardo oscuro veteadas y con motas claras. Su obispillo y cola son de color rufo. Su garganta y pecho son blanquecinos salpicados con múltiples estrías pardo grisáceas y su vientre es amarillento.

## Sistemática

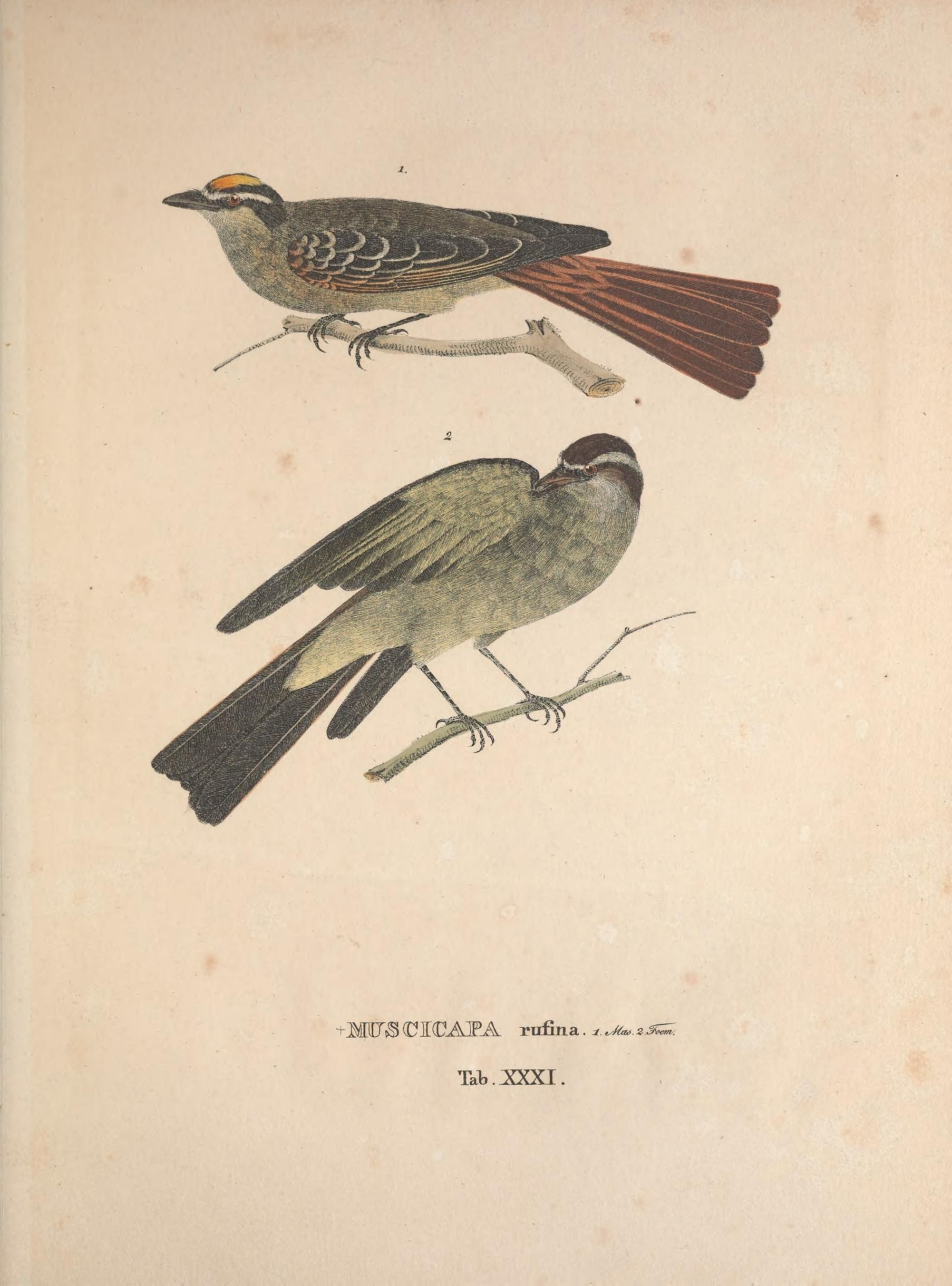
Muscicapa varia, ilustración de Matthias Schmidt en Spix Avium Species Novae, 1824-1825.

### Descripción original
La especie E. varius fue descrita por primera vez por el naturalista francés Louis Pierre Vieillot en 1818 bajo el nombre científico Muscicapa varia; la localidad tipo es «Paraguay».
El género Empidonomus fue propuesto por los ornitólogos alemanes Jean Cabanis y Ferdinand Heine Sr. en 1860.

### Etimología
El nombre genérico femenino «Empidonomus» se compone de las palabras del griego «empis, empidos» que significa ‘mosquito’, ‘jején’, y «nomos» que significa ‘alimentar, consumir’; y el nombre de la especie «varius», en latín significa ‘variado’, ‘diverso’.

### Taxonomía
A pesar de las significativas diferencias de plumaje, ha sido sugerido un parentesco próximo pero equivocado entre el presente género, Griseotyrannus y Tyrannus con base en que todos exhiben una muesca evidente en las plumas internas de las primarias externas (una característica inusual, encontrada en apenas siete u ocho géneros distantes en otras subfamilias de tiránidos).
La mayoría de los autores y clasificaciones, como el Congreso Ornitológico Internacional (IOC), Aves del Mundo (HBW), y Birdlife International (BLI),  colocan al tuquito gris (Griseotyrannus aurantioatrocristatus) en un género monotípico propio, sin embargo, el Comité de Clasificación de Sudamérica (SACC) y Clements Checklist/eBird continúan a situarlo en Empidonomus como el sinónimo Empidonomus aurantioatrocristatus. Estas clasificaciones sostienen que la distancia genética entre las dos especies es todavía menor que la distancia entre especies similares pertenecientes a un único género, como demostrado por los estudios de Tello et al. (2009).
Los amplios estudios genético-moleculares realizados por Tello et al. (2009) descubrieron una cantidad de relaciones novedosas dentro de la familia Tyrannidae que todavía no están reflejadas en la mayoría de las clasificaciones. Siguiendo estos estudios, Ohlson et al. (2013) propusieron dividir Tyrannidae en cinco familias. Según el ordenamiento propuesto, Empidonomus permanece en Tyrannidae, en una subfamilia Tyranninae Vigors, 1825, en una tribu Tyrannini Vigors, 1825, junto a Pitangus, Philohydor, Machetornis, Tyrannopsis, Megarynchus, Myiodynastes, Conopias (provisoriamente), Phelpsia (provisoriamente), Myiozetetes, Griseotyrannus y Tyrannus.

### Subespecies
Las subespecies tienen comportamiento migratorio diferente, posiblemente representando dos especies separadas; se requieren más estudios. Aves colectadas en el norte de Venezuela (Carabobo) y este de Colombia descritas como una subespecie E. varius septentrionalis Todd, 1916, dichas como siendo más oscuras por arriba con estriado más notorio por abajo, son indistinguibles de la nominal, y se presume que estén relacionadas con migrantes australes.
Según las clasificaciones del IOC y Clements Checklist, se reconocen dos subespecies, con su correspondiente distribución geográfica:
- Empidonomus varius rufinus (Spix, 1825) - Venezuela (base oriental de los Andes en Portuguesa y Barinas, este de Falcón y cordilleras norteñas al este hasta Sucre y Delta Amacuro, también a lo largo de Bolívar y Amazonas), las Guayanas y norte y este de Brasil (hacia el este hasta Pará y hacia el sureste hasta Bahía, hacia el sur a lo largo del río Madeira hasta cerca de la frontera con Bolivia).
- Empidonomus varius varius (Vieillot, 1818) - nidifica en el centro y este de Bolivia, centro y sur de Brasil (Mato Grosso al este hasta Espírito Santo, al sur hasta Río Grande del Sur), norte de Argentina (hacia el sur por lo menos hasta Tucumán, Santa Fe y Entre Ríos, posiblemente más al sur), Paraguay y Uruguay; estos migrantes australes llegan al norte hasta la zona de distribución de la otra raza y al noroeste tan lejos como el oeste de Colombia.